# Арабска федерация
Арабска федерация Ирак и Йордания краткотрайна федерация, обединяваща Ирак и Йордания през 1958 г.
Федерацията е сформирана на 14 февруари 1958 година като съюз между хашимидските кралства, като отговор на формирането на Обединена арабска република (ОАР) между Египет и Сирия. Глава на федерацията е последният крал на Ирак Фейсал II. Съюзът трал само шест месеца, след което се разпаднал на 2 август 1958 г. след свалянето на Фейсал от военния преврат на 14 юли.

## Вижте същи
- Обединена арабска република
- Обединени арабски държави
- Федерация на арабските републики
- Арабска ислямска република
- Обединени арабски емирства